# Хабибуллин, Мусагит Мударисович
Мусаги́т Мудари́сович Хабибу́ллин (25 декабря 1927, село Абдрахманово, Самарская губерния — 4 января 2019, Казань) — советский, российский и татарский писатель, народный писатель Татарстана. Член Союза писателей России. Заслуженный работник культуры РСФСР (1987).

## Биография
Родился 25 декабря 1927 года родился в селе Абдрахманово (ныне — в Абдулинском районе Оренбургской области). Там же окончил начальную школу. Позже переехал в деревню Новые Шалты (ныне — Татарстан). Во время Великой Отечественной войны мобилизован в Магнитогорск. Учился на токаря в ремесленном училище Магнитогорска. Затем несколько лет учился в металлургическом техникуме.
Трудовую деятельность начал в 1946 году. Работал токарем на Магнитогорском металлургическом комбинате, позднее − мастером цеха на военном заводе в Октябрьске.
В 1953 году вернулся домой и стал работать инженером-механиком. С 1958 года по 1966 года работал сначала шофёром, а затем автомехаником на транспортном предприятии «Бавлынефть». В это же время являлся литературным сотрудником районной газеты «Байрак». Параллельно с этим заканчивал вечернюю школу. После окончания вечерней школы поступил на заочное отделение историко-филологический факультет Казанского государственного университета по специальности «татарский язык и литература». В 1971 году окончил университет.
С 1966 года по 1968 год − заведующий отделом промышленности и транспорта газеты «Маяк» в Азнакаеве. С 1969 года по 1971 год преподавал историю в средней школе в Таджикистане.
В 1971 году переехал в Казань, где долгое время исполнял обязанности ответственного секретаря правления Союза писателей Татарстана. С 1989 по 1999 год заведовал отделом прозы в редакции журнала «Мирас».
Умер после тяжёлой и продолжительной болезни 4 января 2019 года. Похоронен на Самосыровском кладбище Казани.

## Творческая деятельность
Первые литературные произведения М. Хабибуллина появились в 1950-е годы. В 60-е годы его рассказы вышли в республиканской периодической печати.
В 1968 году опубликованы рассказы в сборнике «Люди и цветы». На следующий год в журнале «Казан утлары» было опубликовано произведение «Унсигезенче яз» («Восемнадцатая весна»). В этот же год вышла его первая книга − «На перекрестке семи дорог». В 1973 году, после выхода романа «Чоңгыллар» («Водовороты»), получил признание как автор.
С 1970 года является членом Союза писателей Татарстана.
В 1980-е годы поменял тематику своих произведений на историческую. Таким образом он пытался показать наиболее важные этапы исторического развития татарского народа. В 1985 году вышел роман Кубрат-хан, который посвящён основателю первого тюрко-булгарского государства на территории Приазовья и Западного Прикавказья в VII веке.

## Избранные произведения
- 1968 год — рассказы в сборнике «Люди и цветы».
- 1969 год — «На перекрестке семи дорог».
- 1969 год — «Унсигезенче яз» («Восемнадцатая весна»).
- 1973 год — роман «Чоңгыллар» («Водовороты»).
- 1974 год — повесть «Тау белән тау очрашмаса да» («Гора с горой не сходится»).
- 1977 год — повесть «Хәтер ярлары» («Берега памяти»).
- 1982 год — роман «Сулар үргә акса да» («Если реки потекут вспять»).
- 1985 год — роман «Кубрат-хан».

## Звания
- 1977 год — Заслуженный работник культуры Татарской АССР.
- 1987 год — Заслуженный работник культуры РСФСР.
- 1997 год — почётный академик Академии гуманитарных наук Российской Федерации.
- 2003 год — Народный писатель Республики Татарстан.

## Награды и премии
- 1984 год — литературная премия Союза российских писателей.
- 1996 год — Международная премия имени Кул Гали (за успехи в восстановлении многовекового культурного наследия татарского народа).
- 2008 год — Государственная премия Республики Татарстан имени Габдуллы Тукая (за роман Кубрат-хан).